# بخش مشکین‌دشت
بخش مشکین‌دشت یکی از بخش‌های شهرستان فردیس در استان البرز ایران است.

## جمعیت
براساس سرشماری مرکز آمار ایران در سال ۱۳۹۵، جمعیت بخش مشکین‌دشت ۸۳۷۰۰ نفر (در ۲۵۴۹۰ خانوار) بوده‌است.

## تقسیمات کشوری
بخش مشکین‌دشت از دو دهستان تشکیل شده‌است:
- دهستان مشکین‌آباد
- دهستان فرخ‌آباد